# Norra Haga kyrka
Norra Haga kyrka (finska: Hakavuoren kirkko) är en kyrkobyggnad i Helsingfors, belägen i stadsdelen Norra Haga på Tolarivägen. Kyrkan används av Lukas församling, som är en av de svenska församlingarna i Helsingfors. Kyrkan byggdes i rödtegel mellan åren 1961 och 1963 efter ritningar av arkitekt Eevi Aho. Kyrkans orgel är gjord av V. Virtanens orgelbyggeri 1965. Kyrkan rymmer cirka 550 personer. 